# Le mieux c'est d'en parler
 (avril 2017).
Si vous disposez d'ouvrages ou d'articles de référence ou si vous connaissez des sites web de qualité traitant du thème abordé ici, merci de compléter l'article en donnant les références utiles à sa vérifiabilité et en les liant à la section « Notes et références ».
Le mieux c'est d'en parler est une émission diffusée tous les dimanches à 17 h 10 sur France 3 depuis le 5 octobre 2008 et animée par le pédopsychiatre Marcel Rufo et la journaliste Charline Roux.

## Concept
Cette émission propose aux téléspectateurs des conseils et des clés pour mieux comprendre les relations familiales et le développement des enfants. Elle est également conçue comme un espace d’échange, où des personnes peuvent apporter leur témoignage, pour une meilleure prévention des difficultés. 

## Site externe
- Site officiel